# Велтаурткари
Велтаурткари (груз. ველთაურთკარი) — село в Грузии, в муниципалитете Душети края Мцхета-Мтианети. 

## География
Село расположено в центральной части края, в 7 километрах по прямой к северо-западу от центра муниципалитета Душети. Высота центра — 1060 метров над уровнем моря.

## Население
По данным переписи населения 2014 года, в селе проживало 13 человек.
| Год  | Население | Мужчины | Женщины |
| ---- | --------- | ------- | ------- |
| 2002 | 27        | 9       | 18      |
| 2014 | 13        | 4       | 9       |